# Alex Florea
Alexandru "Alex" Florea más conocido como Alex Florea (n. Constanza, Rumanía, 15 de septiembre de 1991) es un cantante rumano de género Pop.

## Biografía
Alex nació en la ciudad de Constanza, el día 15 de septiembre de 1991.
Él estuvo estudiando la carrera de Periodismo en la facultad, pero finalmente dejó estos estudios para poder así dedicarse profesionalmente al mundo de la música.
En el 2015 saltó a la fama, cuando fue concursante en la quinta edición de la versión rumana del talent show La Voz (Vocea României). En este programa perteneció al equipo del cantante Marius Moga y finalmente llegó hasta las semifinales.
A día de hoy junto a la cantante Ilinca Băcilă es concursante de la selección nacional eurovisiva "Selecția Națională 2017".
La canción que utilizan es titulada "Yodel It!", que está escrita por los compositores Mihai Alexandru y Alexandra Niculae.
Ambos fueron escogidos como finalistas en la fase de grupos.
Y en la gran final que tuvo lugar el día 5 de marzo, al obtener casi el doble de todos los votos, han logrado ganar la Selecția Națională, convirtiéndose en los nuevos representantes de Rumanía en el Festival de la Canción de Eurovisión 2017 que se celebrará en la ciudad de Kiev, Ucrania.
Rumanía regresará al festival, después de que el año pasado, la Unión Europea de Radiodifusión (UER) decidiera expulsar al país tres semanas antes de la gran final, por acumular una deuda de más de 10 millones de euros y no subsanarla en el plazo establecido.